# Plácido de Castro (ort)
Plácido de Castro är en ort i Brasilien.   Den ligger i kommunen Plácido de Castro och delstaten Acre, i den västra delen av landet, 2 200 km väster om huvudstaden Brasília. Plácido de Castro ligger 136 meter över havet och antalet invånare är 11 945.
Terrängen runt Plácido de Castro är platt. Trakten runt Plácido de Castro är nära nog obefolkad, med mindre än två invånare per kvadratkilometer.. Det finns inga andra samhällen i närheten.
I omgivningarna runt Plácido de Castro växer i huvudsak städsegrön lövskog.